# تپه ۳ کرند کهنه
تپه ۳ کرند کهنه مربوط به دوران پیش از تاریخ ایران باستان است و در شهرستان قروه، بخش دهگلان، روستای باشماق واقع شده و این اثر در تاریخ ۱۹ مرداد ۱۳۸۴ با شمارهٔ ثبت ۱۲۷۹۲ به‌عنوان یکی از آثار ملی ایران به ثبت رسیده است.